# Nouméa Magenta repülőtér
A Nouméa Magenta repülőtér (IATA: GEA, ICAO: NWWM) egy belföldi forgalmat kiszolgáló repülőtér Franciaország tengeren túli területén, Új-Kaledóniában, Nouméa közelében.  Éves utasforgalma 380 557 fő (2022).

## Kifutók
A repülőtér futópályái:
- 17/35 (1250 m)

## Forgalom
Az utasforgalom az elmúlt években az alábbi módon változott:
| Utasok száma | 278 928 | 293 038 | 249 081 | 274 287 | 342 726 | 348 337 | 434 803 | 432 810 | 465 405 | 380 557 |
|              | 1997    | 2000    | 2003    | 2005    | 2008    | 2011    | 2014    | 2016    | 2019    | 2022    |